# Willie McBride

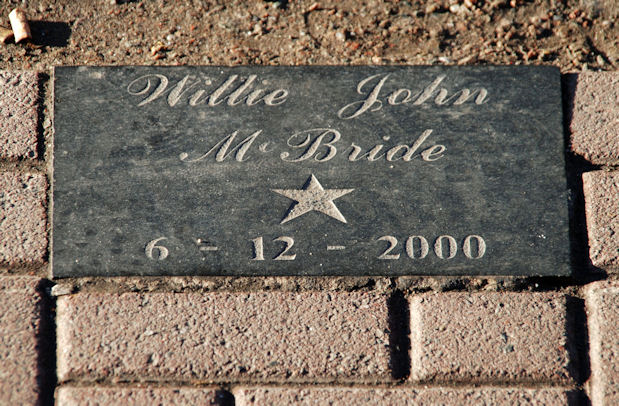
Estrella de McBride en Belfast.

Willie James McBride (Distrito de Antrim, 6 de junio de 1940) es un ex–jugador británico de rugby que se desempeñaba como segunda línea.
Willie John, que vivió su infancia en la pobreza, es considerado uno de los mejores capitanes de la historia[cita requerida], el mejor segunda línea irlandés y que dio el Reino Unido debido a su agresivo juego, compromiso, entrega, humildad y liderazgo. Desde 2009 es miembro del World Rugby Salón de la Fama.

## Selección nacional
Fue convocado al XV del Trébol por primera vez en febrero de 1962, con 21 años y para enfrentar al XV de la Rosa. Integró los equipos que lograron vencer por primera vez a los Springboks en 1965 y a los Wallabies en 1967. Fue capitán del seleccionado que obtuvo el Torneo de las Cinco Naciones 1974 y cortó una sequía de 23 años sin títulos para su país.
Disputó su último partido en marzo de 1975 ante los Dragones rojos que dominaban Europa. En total jugó 63 partidos y marcó un try.

## Leones Británicos
Es el jugador de los British and Irish Lions que más partidos jugó con 17 test–matches y que más giras integró: Sudáfrica 1962, Australia y Nueva Zelanda 1966, Sudáfrica 1968, Nueva Zelanda 1971 y Sudáfrica 1974 donde fue el capitán del equipo.
En 1974 McBride ideó la vergonzosamente célebre llamada 99[cita requerida], que solo se usó en esta ocasión de la historia. Willie John es considerado como un ejemplo y símbolo de los Lions.

## Palmarés
- Campeón del Torneo de las Seis Naciones de 1974.
- Campeón del Interprovincial Championship de 1968, 1970, 1971, 1973 y 1975.